# Communistisch Platform (Nederland)
Het Communistisch Platform is een Nederlandse marxistische politieke organisatie opgericht in 2014. Het platform publiceert regelmatig artikelen over actuele politiek en historische ontwikkelingen met een orthodox marxistische invalshoek. Daarnaast organiseert het platform leesgroepen en lezingen over verscheidene onderwerpen en produceert het Nederlandse vertalingen van marxistische werken. Tot slot tracht het platform op verschillende manieren te interveniëren in de Nederlandse arbeidersbeweging, zoals door het uitschrijven van stemadviezen voor congressen en verkiezingen in de Revolutionair Socialistische Partij en ROOD.

## Ideologie
Het Communistisch Platform labelt zichzelf als marxistisch en streeft naar eigen zeggen binnen bestaande arbeidersorganisaties naar een communistisch programma. Hierom zijn de leden van het Platform actief in de RSP, de vakbond, protestbewegingen en andere arbeidsorganisaties. Het platform richt zich primair op het beïnvloeden van de RSP via stemadviezen aan haar leden en sympathisanten voor bijvoorbeeld congressen en voorzitter- en bestuursverkiezingen en het schrijven en publiceren van artikelen om te interveniëren in partijdiscussies. Daarnaast heeft het platform een strijdprogramma opgesteld.
Dit 'voorstel-programma', genaamd Kompas, een voorstelprogramma voor de arbeidersklasse, is volgens het Communistisch Platform een terugkeer naar de 'fundamentele strijd tegen het kapitalisme'. Concreet roept het programma onder andere op tot het instellen van een democratische republiek, arbeidersmilities, een verkozen juridisch systeem en nationalisatie van de economie en gezondheidszorg.
Ideologisch put het Communistisch Platform inspiratie uit partijbewegingen van de marxistische partijen uit de vroege 19e eeuw. Democratisering van de arbeidersbeweging is een speerpunt van het Communistisch Platform. Het ziet deze democratisering als voorwaarde voor de versterking en verdieping van de arbeidersbeweging en voor een succesvolle communistische maatschappij. Het wil door middel van discussies met andere linkse organisaties ideologische vooruitgang boeken.

## Geschiedenis en activiteiten
Het Communistisch Platform is opgericht in 2014. Sindsdien heeft het hoofdzakelijk scholingen georganiseerd, actuele en educatieve artikelen gepubliceerd en stemadviezen voor SP-leden uitgebracht. Ook nam het Communistisch Platform in juni 2020 het initiatief voor het opzetten van het Marxistisch Forum, volgens de website een "authentieke, democratische marxistische vleugel" in de Socialistische Partij. Dit initiatief had anno 2021 ongeveer 350 aanmeldingen en organiseert bijeenkomsten voor SP-leden waarbij discussie gevoerd wordt over de koers van de SP. Ook worden amendementen opgesteld om in te dienen op partijcongressen.

## Royementen in de SP
In oktober 2020 werd een vijftal SP-leden geroyeerd op basis van vermeend dubbellidmaatschap van het Communistisch Platform en/of het Marxistisch Forum, die door het partijbestuur van de SP beide zijn gekenmerkt als politieke partijen. Hieronder waren ten minste één afdelingsvoorzitter en enkele afdelingsbestuursleden van verscheidene afdelingen. In november werd een zesde lid geschorst op dezelfde basis als de voorgaande vijf SP-leden.
Op 16 november 2020 werden de royementen van vermeende CP-leden landelijk nieuws door een uitzending van Nieuwsuur. Hierin beweerde SP-partijsecretaris Arnout Hoekstra dat de zes geroyeerde SP-leden plannen hadden om over te gaan tot een gewapende burgeroorlog. Dit baseert hij op passages in het voorstel-programma van het platform. De geroyeerde SP-leden stellen dat het een heksenjacht betreft om kritische leden de mond te snoeren, vooral omdat de partijtop van de SP graag tot een regering zou toetreden. Volgens politiek commentator Nynke de Zoeten van Nieuwsuur waren kritische leden geroyeerd omdat zij zich uitspraken tegen het feit dat de partijtop in haar streven om mee te regeren een coalitie met de VVD niet uitsloot. Hoogleraar Gerrit Voerman schreef dat het Communistisch Platform het gebruik van geweld reduceert tot heel specifieke omstandigheden en dat het bewapenen en het gebruik van geweldstermen (metaforen, stijlfiguren etc.) gebruikelijk is in de communistische ideologie.
Een dag later sprak de lijsttrekker van de SP, Lilian Marijnissen, op televisie haar steun uit aan de royementen. Ook zij gebruikte het argument van het nastreven van een gewelddadige burgeroorlog. Het Communistisch Platform ontkent deze aantijgingen. De toenmalig voorzitter van ROOD (de jongerenorganisatie van de SP), Arno van der Veen, nam het later die dag in de Volkskrant op voor de geroyeerde leden. De passages in het programma van het Platform noemde de oud-voorzitter ‘heel dom’, maar ook door de moederpartij ‘uit hun verband getrokken’. Ook ontkende hij dat de royementen iets met deze passages te maken zouden hebben, en beweerde hij dat ze het gevolg waren van interne strubbelingen.
Op 21 november publiceerde het bestuur van ROOD een artikel waarin het stelling nam tegen de uitspraken van Arnout Hoekstra. Het ROOD-bestuur stelde dat Hoekstra's uitspraken over een vermeende aankomende coup in ROOD ongefundeerd waren, aangezien het slechts actieve leden betrof die zich kandidaat hadden gesteld voor verkiesbare plekken in een democratisch proces. Ook de uitspraken waarmee de geroyeerde SP-leden werden beschuldigd van het nastreven van een gewapende burgeroorlog noemde het ROOD bestuur "ongefundeerd".
Op 22 november werd Olaf Kemerink, een van de geroyeerde SP'ers, met 75% van de stemmen verkozen tot ROOD-voorzitter ondanks zijn lopende royement. Het partijbestuur van de SP gaf in reactie hierop aan Nieuwsuur aan dat het spoedig contact met het ROOD-bestuur zou opnemen, en eventueel tot vervolgstappen zou besluiten.
Na de royementen is CP als factie opgegaan in wat nu bekend staat als de Revolutionair Socialistische Partij.

## Internationaal
Internationaal heeft het Communistisch Platform banden met de Communist Party of Great Britain (PCC). Dit is een restant van de uiteengevallen Communist Party of Great Britain. Leden van het Communistisch Platform hebben onder andere de zomerschool van de CPGB (PCC) bezocht.